# Калицтлауака

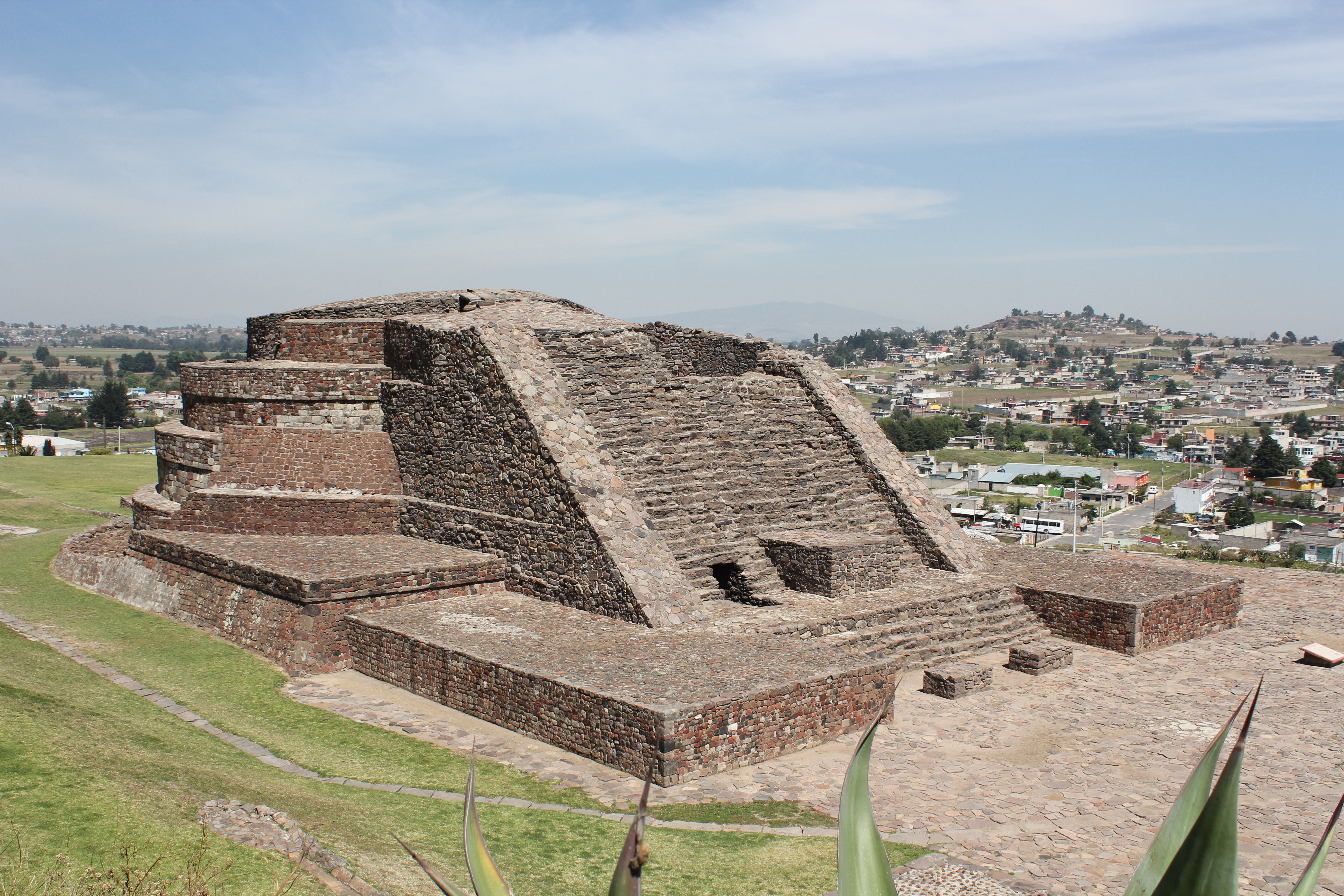
Храм Эхекатля

Калицтлауака, Calixtlahuaca — городище постклассического периода на территории мексиканского штата Мехико близ города Толука-де-Лердо. Изначально известный под названием «Матлацинко», этот город был административным центром крупного территориального образования в долине Толука.
Археолог Хосе Гарсиа Пайон провёл раскопки монументальных памятников в Калицтлауаке в 1930-е гг. и отреставрировал ряд храмов и других сооружений. Наибольший интерес представляют Здание 3 — круглый храм, посвящённый ацтекскому богу ветра Эхекатлю, и Здание 17 — крупный «дворец». По своей архитектуре и каменным скульптурам Калицтлауака напоминает другие ацтекские города среднего и позднего постклассического периода (1100—1520 гг.) в центральной Мексике.
В 2002 д-р Майкл Смит начал в Калицтлауаке новый исследовательский проект, который спонсировали Университет штата Аризона и Национальный научный фонд (США). Полевые работы, начавшиеся в 2006 г., охватили всю территорию городища. В 2007 г. впервые был раскопан ряд жилых домов и террас.
Во время раскопок 1933 года в Калицтлауаке найдена «керамическая голова», которой ряд специалистов приписывали «европейское» происхождение из-за черт лица.